# 中山町 (田原市)
中山町（なかやまちょう）は、愛知県田原市の地名。59の小字が設置されている。

## 地理
旧渥美町西部に位置する。西は伊勢湾、南は亀山町・保美町、北は三河湾に接する。

### 字一覧
字名は以下の通りである。
| - 磯畑（いそばた） - 宇須畑（うすばた） - 太田（おおた） - 大番場（おおばんば） - 大堀（おおほり） - 大松上（おおまつうえ） - 御墓（おはか） - 貝羽呉（かいはぐれ） - 兼原郷（かねはらごう） - 上田（かみだ） - 北塩田（きたしおだ） - 北松渕（きたまつぶち） - 儀呂（ぎろ） - 郷下（ごうした） - 郷前（ごうまえ） - 小新田（こしんでん） - 小番場（こばんば） - 小森（こもり） - 清水（しみず） - 下柄沢（しもからさわ） | - 下本田（しもほんた） - 新開（しんかい） - 新浜（しんはま） - 神明前（しんめいまえ） - 成美（せいみ） - 溜下（ためした） - 知行山（ちぎょうやま） - 茶園（ちゃえん） - 作道（つくりみち） - 寺脇（てらわき） - 天白（てんぱく） - 藤太夫森（とうだゆうもり） - 中田（なかだ） - 中原（なかはら） - 西今田（にしいまだ） - 西丸（にしまる） - 八軒屋（はちけんや） - 東今田（ひがしいまだ） - 東丸（ひがしまる） - 菱池（ひしいけ） | - 日ノ出（ひので） - 平分（ひらわけ） - 広畑（ひろはた） - 富士塚（ふじづか） - 本田（ほんた） - 前畑（まえはた） - 又兵衛構（またべえがまえ） - 松渕郷（まつぶちごう） - 丸田（まるた） - 岬（みさき） - 三角（みすま） - 南大堀（みなみおおぼり） - 南塩田（みなみしおた） - 宮下（みやした） - 宮脇本畑（みやわきほんばた） - 無縁堂（むえんどう） - 八ツ分（やつわけ） - 吉田（よしだ） - 論場（ろんば） |

## 歴史

### 沿革
- 江戸時代 - 三河国渥美郡の幕府領の中山村として所在[7]。
- 寛永2年 - 旗本清水氏の知行地となる[7]。
- 1889年（明治22年） - 町村制による中山村となる[7]。
- 1906年（明治39年） - 合併に伴い、福江町大字中山となる[7]。
- 1955年（昭和30年） - 合併に伴い、渥美町大字中山となる[8]。

## 世帯数と人口
2015年（平成27年）10月1日現在の世帯数と人口は以下の通りである。
| 町丁   | 世帯数  | 人口    |
| ------ | ------- | ------- |
| 中山町 | 615世帯 | 2,303人 |

### 人口の変遷
国勢調査による人口の推移
| 2005年（平成17年） | 2,492人 | [ 9 ]  |  |
| 2010年（平成22年） | 2,418人 | [ 10 ] |  |
| 2015年（平成27年） | 2,303人 | [ 2 ]  |  |

## 学区
市立小・中学校に通う場合、学区は以下の通りとなる。また、公立高等学校に通う場合の学区は以下の通りとなる。
| 字・番地等                                  | 小学校             | 中学校             | 高等学校 |
| ------------------------------------------- | ------------------ | ------------------ | -------- |
| 大松上、岬、日の出                          | 田原市立亀山小学校 | 田原市立福江中学校 | 三河学区 |
| 大番場、松渕郷、北松渕 三角、東今田、宇須畑 | 田原市立福江小学校 | 田原市立福江中学校 | 三河学区 |
| その他                                      | 田原市立中山小学校 | 田原市立福江中学校 | 三河学区 |

## 施設
- 田原市立中山小学校[13]
- 田原市立福江中学校[13]
- 国民休暇村[13]
- 愛知県栽培漁業センター[13]
- 渥美火力発電所[13]
- 神明社[13]
- 浄土宗九清院[13]
- 曹洞宗西湖院[13]
- 竜源院[13]

## その他

### 日本郵便
- 郵便番号 : 441-3615[3]（集配局：渥美郵便局[14]）。